# دوناسکچو
دوناسِکچو (مجاری: Dunaszekcső؛ آلمانی: Seetsche; کرواتی: Sečuh) یک روستا در بارانیا در کشور مجارستان و در سمت غربی رود دانوب است.